# سیگما مار
سیگما مار یک ستاره است که در صورت فلکی مار قرار دارد.